# Byturus
Genre
Byturus est un genre d'insectes coléoptères de la famille des byturidés.

## Liste d'espèces
Selon BioLib (5 avril 2018) :
- Byturus affinis Reitter, 1874
- Byturus brevicollis Casey, 1916
- Byturus fumatus Schreiber, 1910
- Byturus inflatulus Casey, 1916
- Byturus oakanus Ohta, 1930
- Byturus oblongulus Fairmaire, 1891
- Byturus ochraceus (L. G. Scriba, 1790)
- Byturus punctatus Casey, 1916
- Byturus tomentosus (DeGeer, 1774)
- Byturus unicolor Say, 1823
- Byturus wittmeri Sen Gupta, 1978

Selon Fauna Europaea (23 décembre 2021) :
- Byturus ochraceus
- Byturus tomentosus

Selon ITIS (28 août 2014) :
- Byturus unicolor Say, 1823

Selon NCBI (28 août 2014) :
- Byturus aestivus
- Byturus affinis
- Byturus ochraceus
- Byturus tomentosus
- Byturus unicolor